# Camilla Martelli

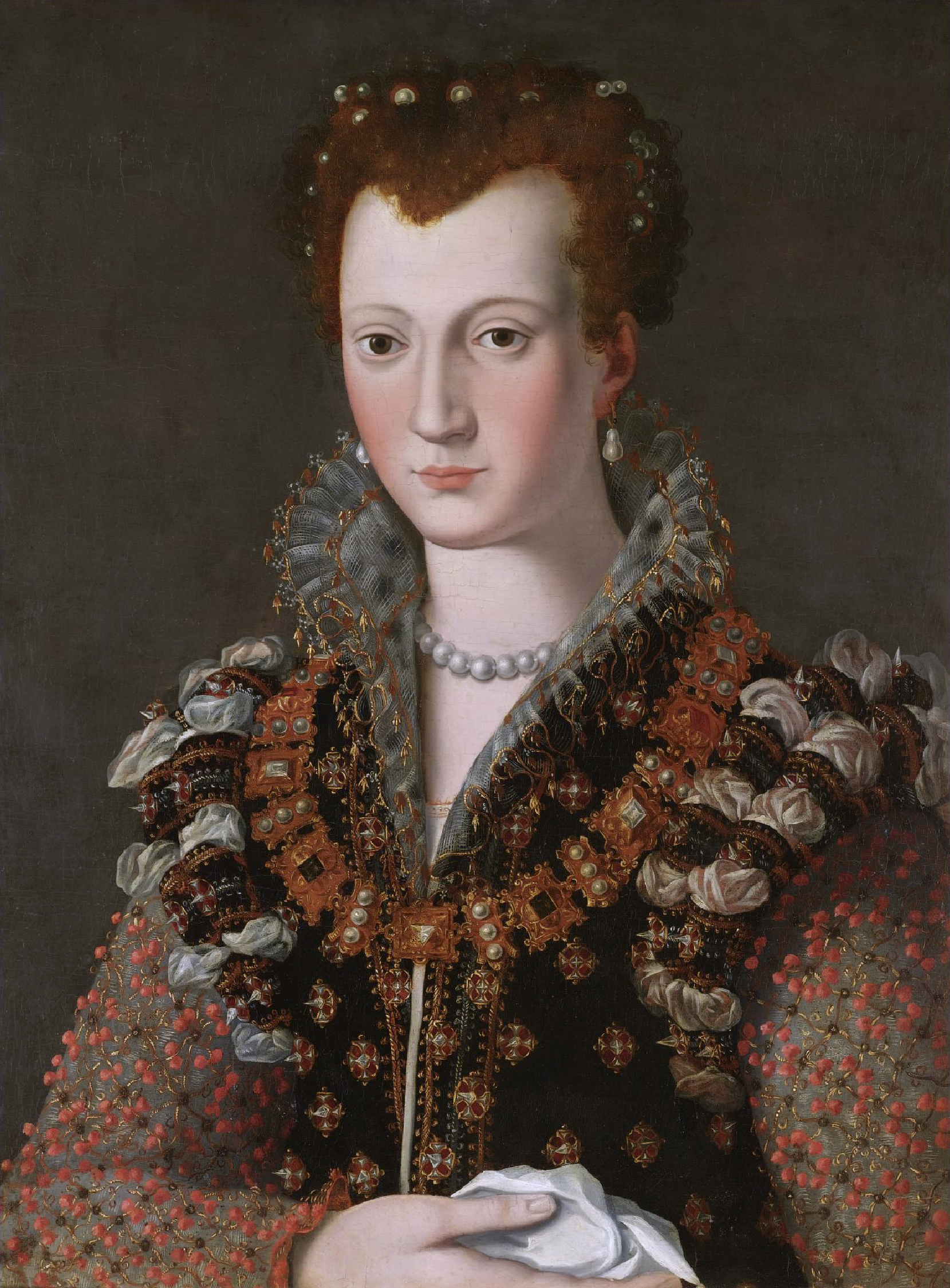
Ritratto di Camilla Martelli.

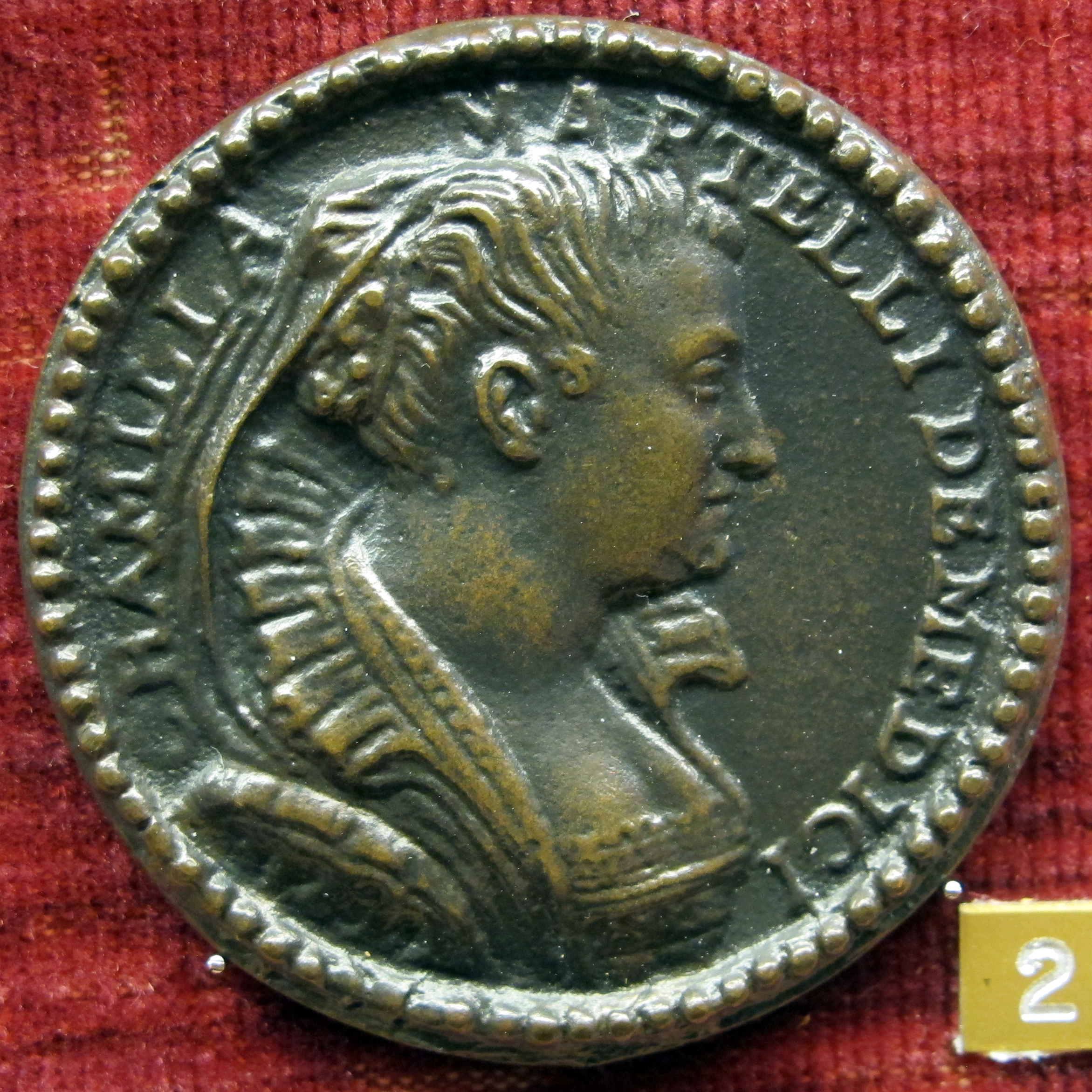
Medaglia di Camilla Martelli, attribuita a Pastorino de' Pastorini (1584)

Stemma dei Martelli

Camilla Martelli (Firenze, 17 ottobre 1547 – Firenze, 30 maggio 1590) fu prima amante e poi moglie morganatica del Granduca di Toscana Cosimo I de' Medici.

## Biografia
Nata in una delle famiglie più importanti del patriziato fiorentino, era figlia di Antonio Martelli e di Fiammetta Soderini. Lodata per la sua bellezza divenne, dopo la morte della prima moglie Eleonora di Toledo e dopo la perdita di interesse verso l'amante Eleonora degli Albizi, amante di Cosimo nonostante fosse di ventotto anni più giovane di lui. Camilla fu colei che stette accanto al primo Granduca di Toscana negli anni della mezza età, quando, malato e colpito da un grave ictus, si ritirò a vita privata nella villa di Castello, abdicando in favore di suo figlio Francesco I.
Camilla ebbe una figlia da Cosimo nel 1568, Virginia, ma fu sempre osteggiata dai figli del primo matrimonio di Cosimo, in particolare da Francesco stesso. Nonostante Cosimo fosse poi costretto a sposarla, il 29 marzo 1570, su esplicito richiamo di Papa Pio V, non le fu mai concesso il titolo di granduchessa, in ottemperanza alle richieste dei figli. Cosimo, in risposta alle lamentele di suo figlio Francesco I, scrisse una nota molto eloquente: "Sono un privato e ho preso in moglie una gentildonna fiorentina, e di buona famiglia", intendendo come egli non fosse più Granduca e fosse libero nelle proprie scelte. Virginia venne comunque legittimata e integrata nella linea di successione.
Camilla fu l'oggetto principale degli aspri dissapori tra Cosimo e i figli negli anni della sua mezza età. Ella non destava simpatia per il suo lusso ostentato, che doveva sembrare volgare in confronto alla classe inarrivabile della compianta Eleonora di Toledo. Il Granduca, per non destare scandalo, la teneva appartata e le vietava feste e celebrazioni ufficiali.
Nel 1574 Cosimo I, ormai dalla mobilità ridotta e incapace di parlare per via dei problemi circolatori, morì e nemmeno un anno dopo, già nel 1575, Camilla, a soli ventotto anni, si ritirava, costretta da Francesco, nel convento fiorentino delle Murate, dove non nascondeva le proprie speranze di maritarsi di nuovo. A causa delle sue lamentele, dei capricci e delle vere e proprie crisi isteriche, furono le suore stesse a chiedere al Granduca di trasferirla altrove, nel convento di Santa Monica, dove era stata educata da fanciulla. Le fu concesso di uscire dal convento solo per assistere alle nozze della figlia Virginia, il 6 febbraio 1586, con Cesare d'Este, figlio naturale di Alfonso. Desiderosa di maggiore libertà, dopo la morte di Francesco I, Ferdinando I le concesse di abitare nella villa di Lappeggi. Affetta, pare, da crisi sempre più frequenti, venne di nuovo rinchiusa a Santa Monica, dove morì nel 1590.